# 2,4-Difluoranilin
2,4-Difluoranilin ist eine chemische Verbindung, die sich vom Benzol ableitet.

## Gewinnung und Darstellung

### Nach Pews und Gall 1991
2,4-Difluoranilin kann aus 3,5-Difluorchlorbenzol hergestellt werden, indem es erst nitriert und dann mit Wasserstoff und Palladium auf Kohle reduziert wird. Die Ausbeute ist dabei durch die ungünstige Regioselektivität der Nitrierung niedrig.

## Eigenschaften

### Physikalische Eigenschaften
2,4-Difluoranilin hat einen Flammpunkt von 62 °C.